# Neon Genesis Evangelion: the Iron Maiden
Neon Genesis Evangelion: the Iron Maiden (新世紀エヴァンゲリオン鋼鉄のガールフレンド Shin Seiki Evangerion Kōtetsu no Gārufurendo?,  Girlfriend of Steel, lit. Novia de acero) es un videojuego de la serie de anime y manga Neon Genesis Evangelion. Se lanzó solo en Japón.

## Argumento
La trama se sitúa entre los episodios 11 y 12 de la serie. Una chica llamada Mana Kirishima (霧島 マナ, Kirishima Mana) de 14 años, entra en el colegio de Shinji e inmediatamente admite que él es muy dulce. Poco a poco, una relación se desarrolla entre ambos y terminan teniendo una cita. Asuka duda de Mana pensando que esta es una espía y que quiere obtener información de los Evas y NERV. Rei también está presente, pero su rol es menor, aunque también pareciera estar a favor de la idea de que Mana es una espía. Sin embargo, Mana resulta ser una de las tres pilotos de prueba de TRIDENT, una nueva agencia que compite con los Evangelion, similar al Jet Alone del anime. También están los otros pilotos de prueba de TRIDENT: Musashi Lee Strasberg (ムサシ・リー・ストラスバーグ, Musashi Rī Sutorasubāgu) y Keita Asari (浅利 ケイタ, Asari Keita), el videojuego tiene varios finales:
- Final de Mana: Después de que el gobierno lanzara una bomba en contra del robot en que se encontraba Mana y su compañero, todos en Nerv la creen muerta menos Shinji, quien la sigue buscando y se entera por unos pescadores que sobrevivió en su cápsula y que ahora esta en un hospital. Mana es rescatada por Shinji del hospital y la lleva a su apartamento. Ella se ducha allí, saliendo sólo con una toalla donde es abordada por Shinji, al que le pregunta si le gustaría que se la quitase. Shinji, en una discusión con Misato, Rei, Asuka y Kaji, acuerdan mediante una sugerencia de este último, que Mana tiene que abandonar Tokio-3 para que no sea asesinada, y para eso debe hacerse pasar por muerta y Kaji se encargaría de borrar todos sus registros en la base de datos del gobierno de Japón, por lo que Mana tiene que dejar de lado su antiguo nombre y a sus padres, y así comenzar una nueva vida en un pequeño pueblo de Japón. A la mañana siguiente Shinji la va a dejar a la estación de trenes y ella le dice adiós entre lágrimas y que él se ha ganado su corazón.

- Final de Asuka: Asuka habla con Shinji y le dice que debe olvidar a Mana, con esto ellos comienzan una relación más cercana. Asuka acompaña a Shinji al lago a quemar una foto que él tenía junto a Mana. Después de esto esperan a que pase devuelta el autobús para volver a casa y Asuka se muestra celosa debido a la dificultad que tenía Shinji para deshacerse de un collar que Mana le habías obsequiado, mientras se pone a llover y Shinji le de dice a Asuka que se refugie junto a él bajo la parada del autobús. El final contiene imágenes románticas de Asuka y Shinji juntos, incluyendo una escena conmovedora en donde Asuka abraza a Shinji emocionalmente. En la última escena ambos observan el lago mientras concurre la puesta de sol y se les ve muy cercanos, hasta que deciden volver a casa.

- Final de Kaji: Este final no se centra en dicho personaje o alguno en especial. Kaji le revela a Shinji que Mana no murió, y lo lleva para que se pueda reunir nuevamente con ella y despedirse. Misato y Asuka persiguen a Kaji y Shinji, enterándose de que Mana no había muerto, finalmente ellas dos dejan que Shinji y Mana puedan hablar. Tras un rato conversando Mana le explica a Shinji que deberá irse vivir a un pueblo de Japón, pero le asegura que regresara, a lo que Shinji le responde "Te estaré esperando".

- Final exclusivo: También hay un final adicional, que fue exclusiva para el lanzamiento de PS2 del juego. En este, buscando refugio de la lluvia, Shinji trata de olvidarse de sus problemas y de Mana, con una bebida. Con el tiempo es encontrado por Mana. Después de secar la ropa, los dos pasan la noche juntos y expresan sus sentimientos el uno al otro. Mana finalmente termina en NERV, después de un montón de papeleo, así que ella puede estar con Shinji. Asuka ha continuado adelante con su vida. Y en la imagen final están Shinji y Mana tomados de la mano, y esta última le dice 'gracias'.

## Jugabilidad
La interactividad en la mayor parte del juego se limita a caminar alrededor de las áreas hasta que se active el próximo evento de la trama. Sin embargo, la decisión verdadera se produce al final del juego, donde el jugador puede optar por centrarse en Mana, Asuka o Kaji. Esta elección determina cuál de tres finales del juego se desarrollaran, además de un final exclusivo para la versión de la PS2.